# Слободка (Чортковский район)
Слободка (укр. Слобідка) — село в Толстенской поселковой общине Чортковского района Тернопольской области Украины.
До 2020 года входило в Залещицкий район.
Код КОАТУУ — 6122087601. Население по переписи 2001 года составляло 653 человека.

## Географическое положение
Село Слободка находится на берегу реки Джурин,
выше по течению примыкает село Буряковка,
ниже по течению на расстоянии в 0,5 км расположено село Поповцы.

## История
- 1595 год — дата основания.

## Объекты социальной сферы
- Школа I—II ст.
- Клуб.
- Фельдшерско-акушерский пункт.